# Alexogloblinia shannoni
Alexogloblinia shannoni là một loài ruồi trong họ Tachinidae.